# Монте Сасо (Форли-Чезена)
Монте Сасо (итал. Monte Sasso) је насеље у Италији у округу Форли-Чезена, региону Емилија-Ромања.
Према процени из 2011. у насељу је живело 25 становника. Насеље се налази на надморској висини од 377 м.